# Кровь на снегу
«Кровь на снегу» (англ. Blood on Snow) — будущий драматический фильм режиссёра Кэри Фукунага. Главные роли в фильме исполнят Бенедикт Камбербэтч, Аарон Тейлор-Джонс и Ева Грин. Экранизация одноимённого романа Ю Несбё.

## Сюжет
Действие фильма разворачивается в 1970-е годы в Осло. Киллера Олава нанимает босс мафии, чтобы убить свою жену-изменницу. Когда Олав убеждает себя, что влюбился в жену, и не убивает её, это запускает цепь событий с трагическими последствиями, которые грозят кровавой войной между мафией.

## В ролях
- Бенедикт Камбербэтч — «Рыбак»
- Аарон Тэйлор-Джонс — Олав
- Ева Грин — Корина
- Эмма Лэирд
- Бен Мендельсон

## Производство
О начале работы над фильмом стало известно в сентябре 2024 года. Главные роли получили Том Харди и Аарон Тэйлор-Джонс, режиссёром стал Кэри Фукунага. В феврале 2025 года Бенедикт Камбербэтч заменил Тома Харди, а в актёрский состав вошли Ева Грин, Эмма Лэирд и Бен Мендельсон. Экранизация одноимённого романа Ю Несбё. Авторами сценария стали Несбё совместно с Беном Пауэрсом.
Съёмки начнутся до конца февраля в Латвии.